# Москин, Симоне
Симоне Москин (итал. Simone Moschin; род. 20 января 1995, Витторио-Венето, Венеция) — итальянский футболист, вратарь клуба «Фероникели».

## Карьера
Воспитанник футбольной академии итальянского клуба «Кьево». Впервые футболист попал в заявку основной команды клуба 4 декабря 2013 года на матч Кубка Италии против клуба «Реджина». Также футболист был заявлен клубом на матч последнего тура Серии A против миланского «Интера». В июле 2014 года футболист на правах арендного соглашения присоединился к итальянскому клубу «Пиза». Дебютировал за клуб футболист 7 сентября 2014 года в матче против клуба «Сантарканджело». Однако на протяжении сезона футболист оставался в клубе резервным вратарём, проведя на поле лишь 2 матча. По итогу сезона футболист вместе с клубом завершил чемпионат на итоговом пятом месте. По окончании срока арендного соглашения футболист покинул клуб. В июле 2015 года футболист на правах арендного соглашения присоединился к итальянскому клубу «Ренате». Первую половину сезона футболист провёл в клубе как резервный вратарь, став получать регулярную игровую практику лишь с марта 2016 года. По окончании срока арендного соглашения футболист покинул клуб.
В июле 2016 года футболист перешёл в итальянский клуб «Про Верчелли» за сумму порядка 4 миллионов евро и на правах арендного соглашения сразу же отправился выступать в «Сиену». Дебютировал за клуб футболист 28 августа 2016 года в матче против клуба «Понтедера». На протяжении сезона футболист был в клубе ключевым вратарём. В июле 2017 года футболист на правах арендного соглашения стал игроком клуба «Каррарезе». В январе 2018 года футболист присоединился к клубу «Кунео». Летом 2018 года футболист вернулся в «Про Верчелли». Дебютировал за клуб футболист 30 января 2019 года в матче Кубка Италии Серии C против «Алессандрии». Первый матч за клуб в чемпионате футболист сыграл 13 февраля 2019 года в матче против клуба «Виртус Энтелла». Новый сезон футболист начинал в клубе в роли уже основного вратаря. Первый матч футболист сыграл 3 августа 2019 года в рамках Кубка Италии против клуба «Ренде». В июле 2021 года футболист на правах свободного агента присоединился к итальянскому клубу «Фермана».
В январе 2023 года футболист стал игроком мальтийского клуба «Пьета Хотспурс». Дебютировал за клуб футболист 4 февраля 2023 года в матче против клуба «Гзира Юнайтед». В своём следующем матче 12 февраля 2023 года против клуба «Бальцан» футболист отличился своей дебютной результативной передачей. Всего за клуб футболист успел провести 4 матча, после чего в марте 2023 года покинул клуб. В июле 2023 года футболист на правах свободного агента перешёл в литовский клуб «Джюгас». Дебютировал за клуб футболист 14 июля 2023 года в матче против клуба «Банга». В литовском клубе футболист смог быстро закрепиться в стартовом составе в роли основного вратаря, завершив чемпионат на итоговом предпоследнем месте в турнирной таблице, вылетев в стыковые матчи за сохранение прописки. По итогу стыковых матчей футболист вместе с клубом сохранили прописку чемпионате, победив клуб Бе1 НФА. По окончании сезона футболист покинул клуб.
В январе 2024 года футболист на правах свободного агента присоединился к литовскому клубу «Трансинвест». Дебютировал за клуб футболист 25 февраля 2024 года с поражения за Суперкубок Литвы против клуба «Паневежис», которому уступили в серии пенальти. Первый матч в чемпионате футболист сыграл 3 марта 2024 года против клуба «Хегельманн». В июне 2024 года футболист покинул литовский клуб. На протяжении первой половины сезона футболист выступал за клуб в роли основного вратаря. В 2025 году футболист на правах свободного агента присоединился к косовскому клубу «Фероникели». Дебютировал за клуб футболист 10 февраля 2025 года в  матче против клуба «Феризай». Футболист сразу же смог закрепиться в основной команде клуба, став основным вратарём. По итогу сезона футболист вместе с клубом завершил чемпионат на итоговом последнем месте, вылетев в Первую лигу.